# Лубон, Эмиль
Эми́ль Шарль Жозе́ф Лубо́н (фр. Émile Charles Joseph Loubon; 12 января 1809, Экс-ан-Прованс, — 1 марта 1863, Марсель) — французский жанровый художник, прославившийся своими пейзажами Прованса и считающийся главой провансальской пейзажной школы.
Лубон родился в Экс-ан-Провансе в 1809 году. Был сыном богатого торговца. Учился у Луи Матюрина Клериана в Школе искусств Экс-ан-Прованса, а также у Жана-Антуана Константена и Франсуа Мариуса Гране́, с которым он путешествовал в Рим в 1829 году. В 1845 году стал директором Школы изящных искусств в Марселе. В 1855 году Любон был награждён орденом Почётного легиона.

## Галерея

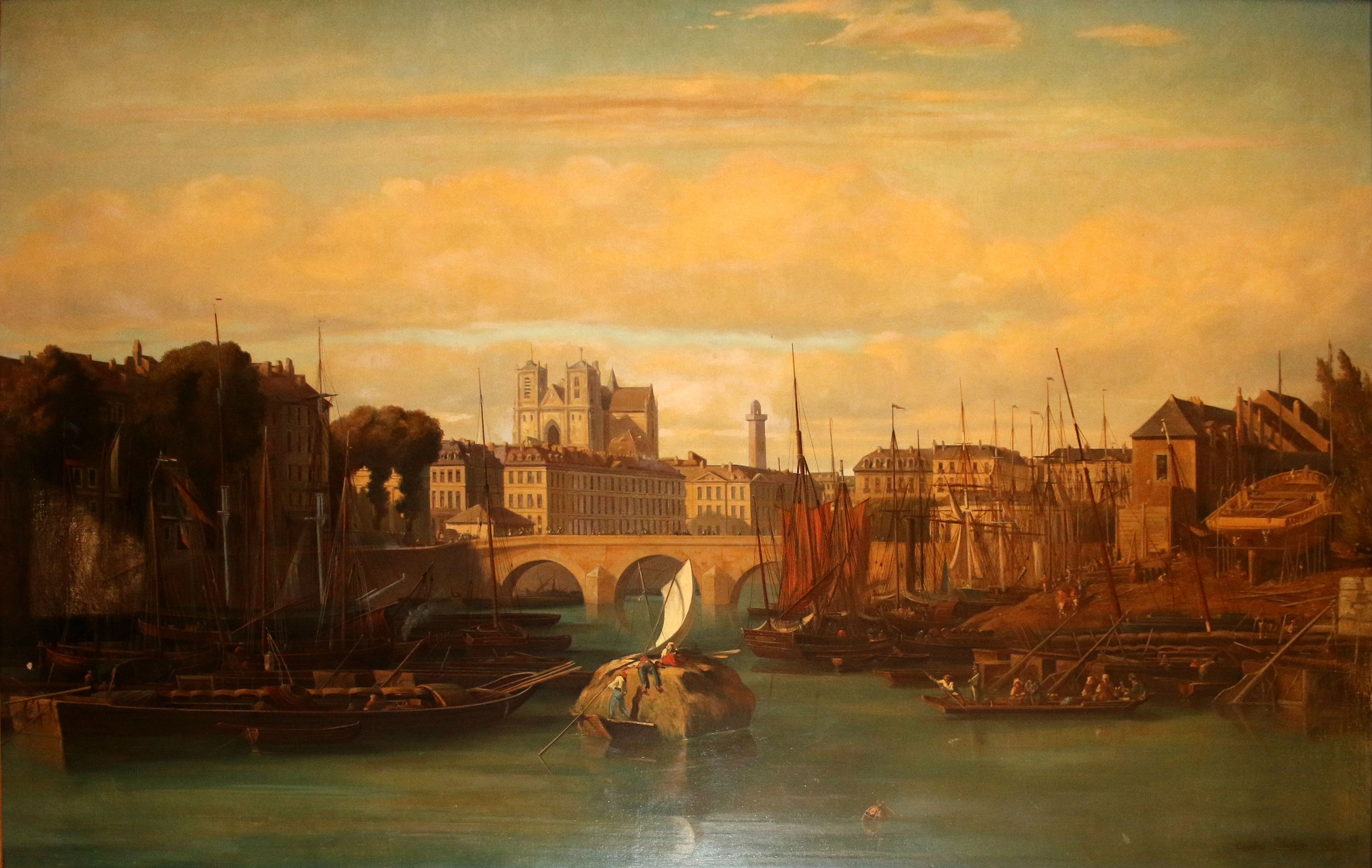
Вид города Нанта.
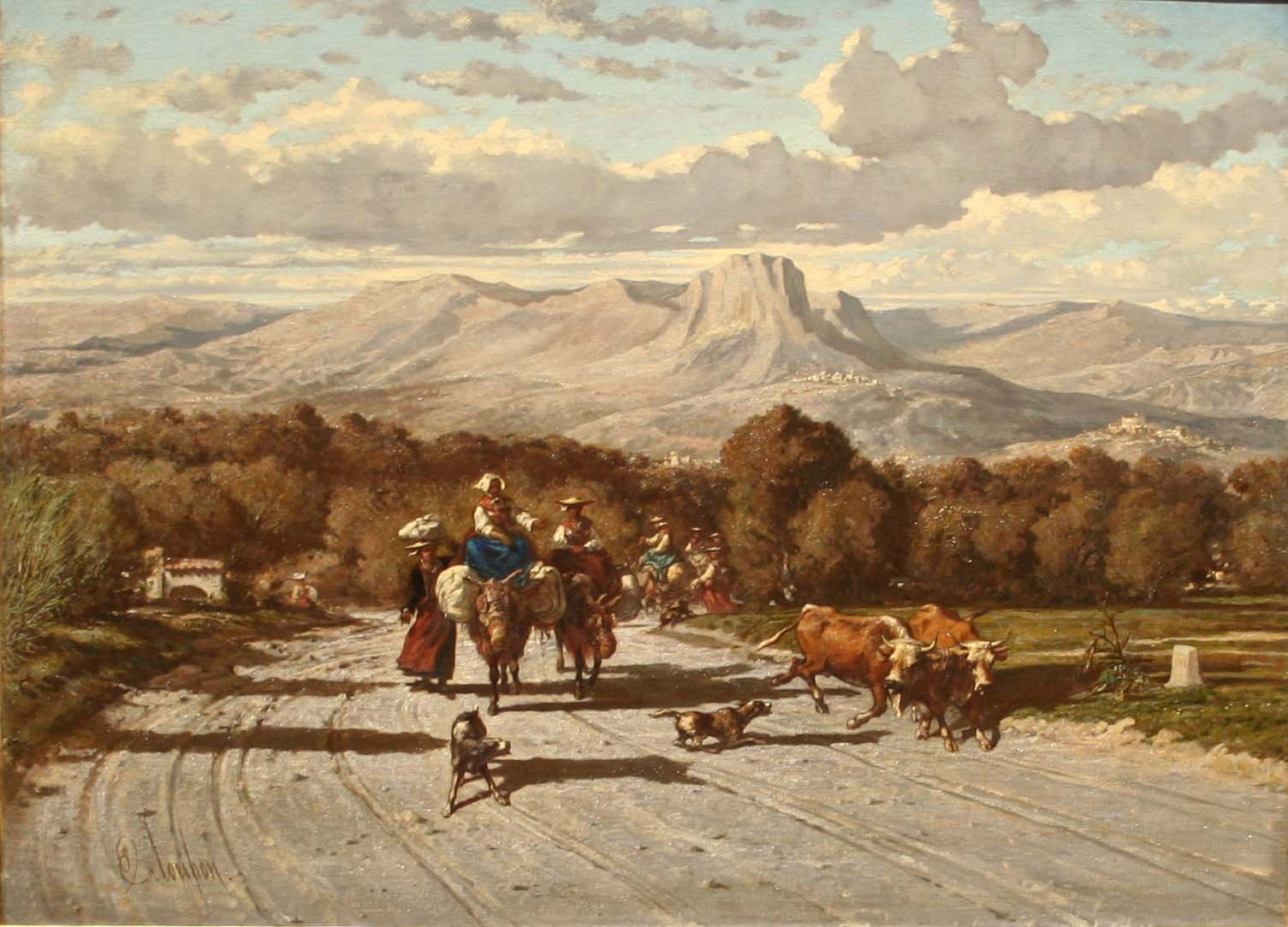
Дорога из Антиба в Ниццу.
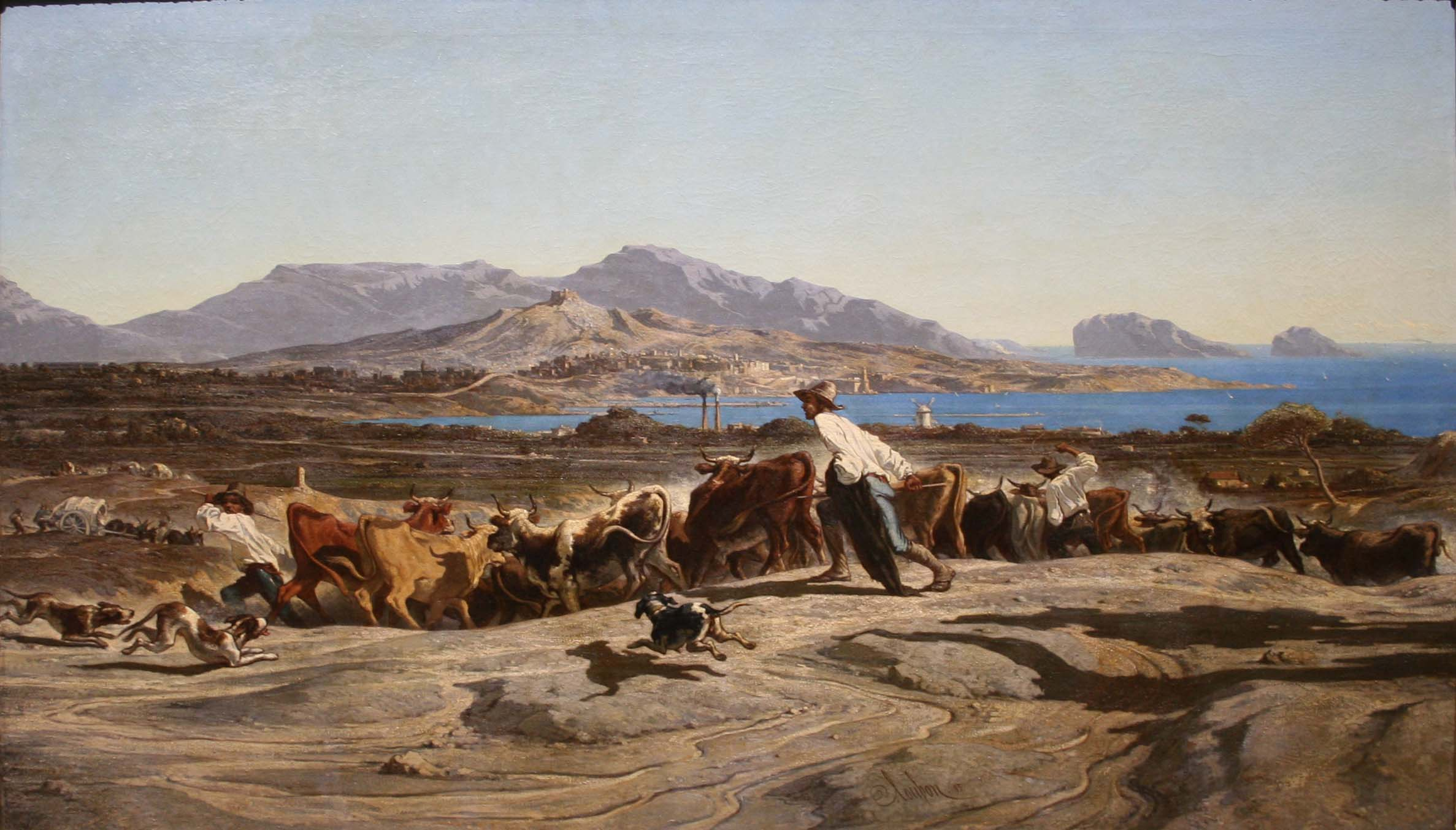
Вид на Марсель.
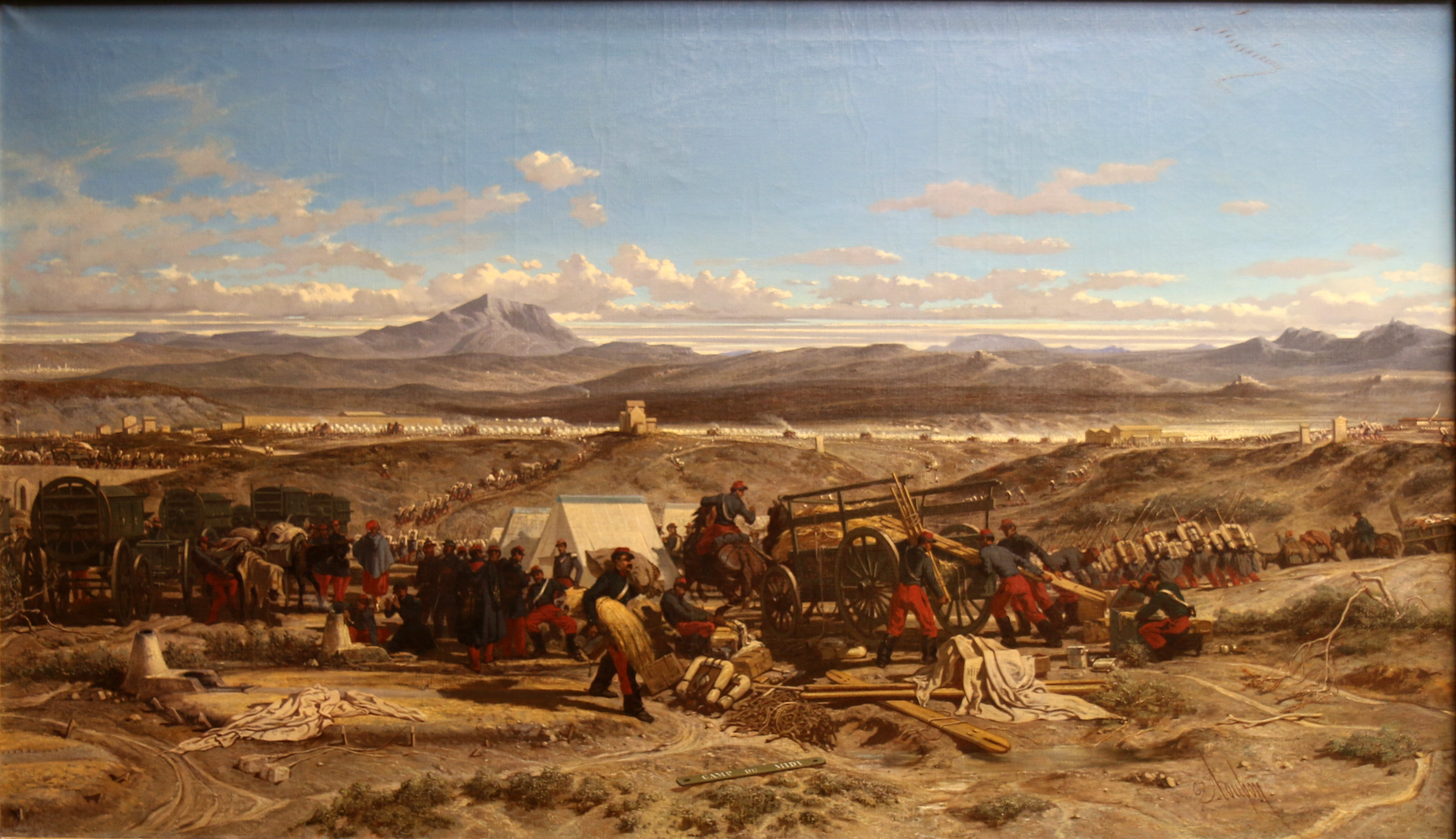
Разбивка лагеря (солдатами французской армии). Полдень.